# Hoàng Hanh
Hoàng Hanh (1888 – 1963 ) là một nông dân Việt Nam, một trong ba Anh hùng Lao động đầu tiên của Việt Nam.

## Tiểu sử
Hoàng Hanh quê ở xã Xuân Lạc, huyện Nam Đàn, tỉnh Nghệ An, Việt Nam Dân chủ Cộng hòa. Ông là người Công giáo , từng tham gia phong trào Xô Viết Nghệ Tĩnh.
Ông sinh ra trong gia đình nghèo, phải đi ở thuê. Sau đó dù có chút ruộng nhưng đời sống vẫn thiếu thốn. Do vậy ông đến năm 34 tuổi mới cưới được vợ. Nhà ông đông con, cả nhà có chín người, trong đó chỉ có hai người trực tiếp canh tác.
Về trồng trọt Hoàng Hanh trồng lúa, khoai, bông, vừng, lạc, đậu tương... đều vượt mức bình quân chung của toàn dân. Về chăn nuôi ông có trâu, gà, lợn, thỏ, hươu... Ông còn có những sáng kiến trong làm nông nghiệp như về trồng lúa có đào mương để tát nước khi hạn, áp dụng các biện pháp khoa học tiến bộ, cày lặp, ủ phân..., về chăn nuôi cũng có những kinh nghiệm làm chuồng, chăm sóc gia súc gia cầm.
Nhờ thành tích xuất sắc tăng gia sản xuất, đóng góp nhiều lương thực, thực phẩm cho kháng chiến chống Pháp nên Hoàng Hanh được bình chọn đi dự Đại hội chiến sĩ thi đua cấp tỉnh và sau đó là Đại hội chiến sĩ thi đua toàn quốc ở Tuyên Quang vào năm 1952. Tại Đại hội này, ông được phong tặng danh hiệu Anh hùng lao động, được đích thân chủ tịch Hồ Chí Minh trao huân chương, giấy chứng nhận , là một trong ba Anh hùng lao động đầu tiên (cùng với Trần Đại Nghĩa và Ngô Gia Khảm). Sau Đại hội thi đua, kinh nghiệm của Hoàng Hanh đã được phổ biến cho những nông dân ở các vùng khác áp dụng theo và có kết quả . Sau khi đã trở thành anh hùng, ông tiếp tục có những sáng kiến trong nông nghiệp .